# Каповски пуч
Каповският пуч (на немски: Kapp-Putsch) е неуспешен опит за държавен преврат в Германия (по време на Ваймарската република) през март 1920 година.
Осъществен е от юнкера Кап, подкрепен от армейски среди, с цел да се прекрати достъпът на социалдемократите до изпълнителната власт.
Предпоставките са социална нестабилност, революционни брожения, стремеж на ревизионистки кръгове към установяване на военна диктатура.
Германските работници оказват съпротива срещу преврата на юнкерите, вследствие от което избухват стачки и въоръжени сблъсъци в страната.
Метежът е потушен и е възстановена републиканската власт. Неутрализирана е работническата революционна вълна в Рур.